# Костер, Лори
Лор (Лори) Костер (фр. Laure (Laury) Koster; 24 апреля 1902, Люксембург — 22 октября 1999, Люксембург) — люксембургская пловчиха. Участница летних Олимпийских игр 1924 года. Первая женщина, представлявшая Люксембург на Олимпийских играх.

## Биография
Лори Костер родилась 23 апреля 1902 года в городе Люксембург.
Работала музыкантом-исполнителем, играла на виолончели и саксофоне.
В 1924 году вошла в состав сборной Люксембурга на летних Олимпийских играх в Париже. В плавании на 200 метров брассом в полуфинале заняла 2-е место, показав результат 3 минуты 35,0 секунды, в финале заняла 6-е место (3.39,2), уступив 6 секунд завоевавшей золото Люси Мортон из Великобритании.
Костер стала первой женщиной, представлявшей Люксембург на Олимпийских играх.
В 1950-е годы была виолончелисткой оркестра телевидения и радио Люксембурга.
Умерла 22 октября 1999 года в городе Люксембург.

## Семья
Дед — Франц Фердинанд Бернард Хобих (19 февраля 1813 — 4 марта 1900), первый дирижёр Люксембургского военного оркестра.
Старшая сестра — Анна Мария Луиза (Лу) Костер (7 мая 1889 — 17 ноября 1973), люксембургский музыкант и композитор.
Также у Лори Костер были братья Франсис и Фернан и сестра Лина.